# Regina Okafor
Regina Okafor, née le 1er janvier 1944 et morte en avril 2005 à Awka, est une athlète nigériane.

## Carrière
Regina Okafor est médaillée d'or du relais 4 × 100 mètres et médaillée d'argent du 100 mètres aux Jeux africains de 1965 à Brazzaville,. Elle participe ensuite aux Jeux de l'Empire britannique et du Commonwealth de 1966 à Kingston, sans remporter de médaille.
Elle devient ensuite entraîneuse d'athlétisme.